# 拉讷苏比朗
拉讷苏比朗（法語：Lanne-Soubiran，法語發音：[lan subiʁɑ̃]）是法国热尔省的一个市镇，属于孔东区。

## 地理
拉讷苏比朗（43°44'50"N, 0°6'48"W）面积6.67 平方千米，位于法国奧克西塔尼大區热尔省，该省份为法国西南部内陆省份，北起顺时针与洛特-加龙省、塔恩-加龙省、上加龙省、上比利牛斯省、大西洋比利牛斯省和朗德省接壤。
与拉讷苏比朗接壤的市镇（或旧市镇、城区）包括：上阿尔布拉德、勒兰-拉皮若勒、吕佩-维奥勒、马尼昂、圣格里耶德。
拉讷苏比朗的时区为UTC+01:00、UTC+02:00（夏令时）。

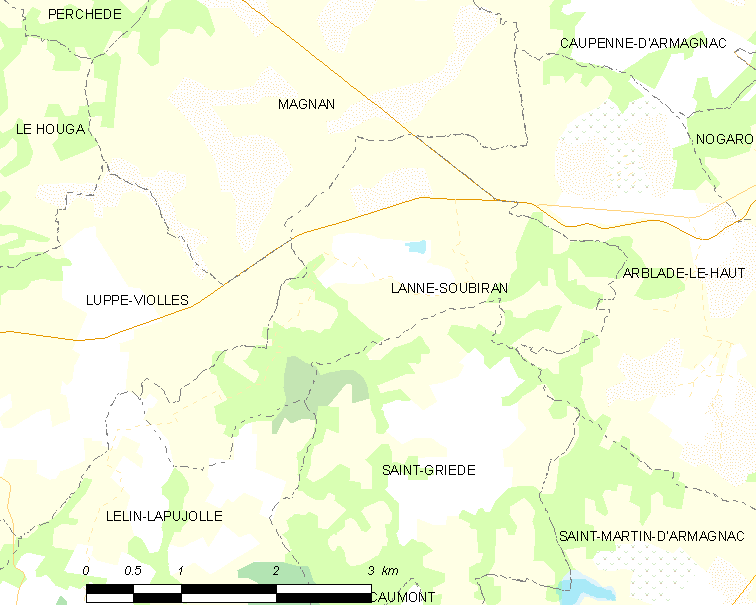
拉讷苏比朗的OSM定位图

## 行政
拉讷苏比朗的邮政编码为32110，INSEE市镇编码为32191。

## 政治
拉讷苏比朗所属的省级选区为大下阿马尼亚克县。

## 人口

1962-2008年间拉讷苏比朗人口变化图示

拉讷苏比朗于2022年1月1日时的人口数量为145人。